# Bajan-Önjüül
Bajan-Önjüül (mongoliska: Bayan-Önjüül Sum, Баян-Өнжүүл Сум, Bayan-Önjüül, Баян-Өнжүүл) är ett distrikt i Mongoliet. Det ligger i provinsen Töv, i den centrala delen av landet, 130 km sydväst om huvudstaden Ulan Bator.